# یانگ ژی
یانگ زی (چینی ساده: 杨紫; پین‌یین: Yáng Zǐ؛ زادهٔ ۶ نوامبر ۱۹۹۲) همچنین با نام اندی یانگ (انگلیسی: Andy Yang) نیز شناخته می‌شود، بازیگر و خواننده چینی است. او از آکادمی فیلم پکن (بی‌اف‌ای) در سال ۲۰۱۴ فارغ‌التحصیل شده‌است. در سال ۲۰۱۶، او به عنوان یکی از چهار هنرپیشه زن دان نسل پس از دههٔ نود انتخاب شد.
یانگ زی در سال ۲۰۱۷ در فهرست فهرست ۱۰۰ سلبریتی چینی فوربز در جایگاه هفتاد و سوم، در سال ۲۰۱۹ در جایگاه بیست و چهارم، در سال ۲۰۲۰ در جایگاه سیزدهم و در سال ۲۰۲۱ در جایگاه هشتم قرار گرفت.

## اوایل زندگی و تحصیلات
یانگ زی با نام تولد یانگ نیائو (چینی ساده: 杨旎奥; پین‌یین: Yáng Nǐào) زادهٔ ۶ نوامبر ۱۹۹۲ در ناحیه فانگشان، پکن است. پدرش یانگ یون‌فی یک آتش‌نشان و مادرش ما های‌یان یک زن خانه‌دار بود. پدرش نام او را یانگ نیائو نهاد تا در بازی‌های المپیک برای چین آرزوی موفقیت کند. والدینش از همان دوران بچگی به علت علاقهٔ یانگ زی به بازیگری، او را در ادیشن‌های مختلف بازیگری همراهی می‌کردند. نخستین بازیگری او در سن شش سالگی و در رو چی چو شان بود.
یانگ زی در دبستان شینگ‌چنگ در ناحیه فانگشان در پکن و دبیرستان شماره ۵۵ پکن تحصیل کرد. او در سال ۲۰۱۰ در آکادمی فیلم پکن پذیرفته شد. یانگ زی در ۲۲ مه ۲۰۱۴ با مدرک پرفورمانس از آکادمی فیلم پکن فارغ‌التحصیل شد.

## فیلم‌شناسی

### فیلم
| سال  | عنوان                         | عنوان چینی       | نقش              | توضیحات/منابع |
| ---- | ----------------------------- | ---------------- | ---------------- | ------------- |
| ۲۰۰۳ | قانون عشق                     | 警察有约         |                  | حضور افتخاری  |
| ۲۰۰۴ | خاطرات دختر                   | 女生日记         | ران دونگ‌یانگ     | [ ۱۲ ]        |
| ۲۰۰۴ | لائو فی                       | 老费             | شیائو لان        |               |
| ۲۰۰۴ | یک رکورد قدیمی                | 一张老唱片       | دینگ یون         |               |
| ۲۰۰۴ | بابا می‌خواد طلاق بگیره        | 爸爸要离婚       | جی جی            |               |
| ۲۰۰۴ | بانوی آرام                    | 少女穆然         | هه لان           |               |
| ۲۰۰۷ | آخرین عطر                     | 最后的芬芳       | دو لون           |               |
| ۲۰۰۸ | من یک فن هستم                 | 我是粉丝         | چیائو شیائوچیائو |               |
| ۲۰۰۹ | بازیگوشی مو: حیوان خانگی معلم | 淘气包马小跳     | ما شیائوتیائو    | صداگذاری      |
| ۲۰۰۹ | ما میها                       | 寻找狗托邦       | نان چیان         | صداگذاری      |
| ۲۰۱۰ | پسر و دختر                    | 男生女生         | ران دونگ‌یانگ     | [ ۱۵ ]        |
| ۲۰۱۰ | پول مشکل ایجاد می‌کند          | 小题大做         | شی شیائوتائو     | [ ۱۶ ]        |
| ۲۰۱۰ | کلاس سوم کلاس پنجم            | 三班五班         | ران دونگ‌یانگ     |               |
| ۲۰۱۰ | مرگ و افتخار در چانگده        | 喋血孤城         | تائو ار          | [ ۱۷ ]        |
| ۲۰۱۲ | تماس مادر                     | 妈妈的呼唤       | چیائو نی         |               |
| ۲۰۱۲ | اصرار                         | 守株人           | جیا              | [ ۱۸ ]        |
| ۲۰۱۴ | کینگ تی استورم                | 斗茶             | شی شیائو شیانگ   |               |
| ۲۰۱۵ | اغلب کجا هستند                | 时间都去哪了     | لین یوتونگ       | [ ۱۹ ]        |
| ۲۰۱۶ | پاپا                          | 洛杉矶捣蛋计划   | وانگ نینا        | [ ۲۰ ]        |
| ۲۰۱۶ | گریه کردن در عشق              | 在世界中心呼唤爱 | شیا یه           | [ ۲۱ ]        |
| ۲۰۱۸ | یک ازدواج کاغذی               | 一纸婚约         | لینگ لینگ        | [ ۲۲ ]        |
| ۲۰۱۹ | شجاع                          | 烈火英雄         | وانگ لو          | [ ۲۳ ]        |
| ۲۰۱۹ | بدن در حال استراحت            | 沉默的证人       | چیائو لین        | [ ۲۴ ]        |
| ۲۰۲۰ | مردم من، وطن من               | 我和我的家乡     | جیانگ زیا        | [ ۲۵ ]        |
| ۲۰۲۰ | رباینده روح                   | 赤狐书生         | یینگ ووشی        | صداگذاری      |
| ۲۰۲۲ | شکار مواد مخدر                | 猎毒             | لو جیا           | [ ۲۷ ]        |

### مجموعه تلویزیونی
| سال  | عنوان                   | عنوان چینی         | شبکه                     | نقش                       | توضیحات/منابع |
| ---- | ----------------------- | ------------------ | ------------------------ | ------------------------- | ------------- |
| ۲۰۰۱ | دا ژایی من              | 大宅门             | سی‌سی‌تی‌وی                 | دختر سیب فروش             | حضور افتخاری  |
| ۲۰۰۲ | عضو حزب ما دایجی        | 党员马大姐         | آی‌چی‌یی                   | شیائو چیانگ               |               |
| ۲۰۰۲ | رو چی چو شان            | 如次出山           |                          | ژو چیونگ                  | [ ۸ ]         |
| ۲۰۰۲ | حماسه شیائوژوانگ        | 孝庄秘史           | سی‌سی‌تی‌وی                 | دانگ‌گو (جوانی)            | [ ۲۸ ]        |
| ۲۰۰۴ | صحنه جنایت              | 案发现场           | سی‌سی‌تی‌وی                 | سون هونگ‌یو                | حضور افتخاری  |
| ۲۰۰۴ | جیا تینگ دانگ آن        | 家庭档案           |                          | جی جی                     |               |
| ۲۰۰۴ | یونگ گان میان دویی      | 勇敢面对           | گوانگ‌دونگ تلویژن         | لینگ‌زی                    |               |
| ۲۰۰۵ | خانه با بچه‌ها           | 家有儿女           | بیجینگ تی‌وی، تنسنت       | شیا شو                    | [ ۲۹ ]        |
| ۲۰۰۵ | خاطرات دختر             | 女生日记           | هونان تی‌وی               | ران دونگ‌یانگ              | [ ۳۰ ]        |
| ۲۰۰۵ | کانگ‌شی جوان             | 少年康熙           | آی‌چی‌یی                   | بینگ یه                   | [ ۳۱ ]        |
| ۲۰۰۵ | سرنوشت                  | 缘分               | بیجینگ تی‌وی              | وی سی‌چن                   |               |
| ۲۰۰۶ | خانه با بچه‌ها ۲         | 家有儿女۲          | پکن تی‌وی، تنسنت          | شیا شو                    | [ ۲۹ ]        |
| ۲۰۰۶ | بدون محدودیت            | 无限生机           | مانگو تی‌وی، آی‌چی‌یی، یوکو | مینگ نا                   |               |
| ۲۰۰۶ | بزرگ شدن آسان نیست      | 长大不容易         |                          | شوشین                     |               |
| ۲۰۰۷ | گرما                    | 温暖               | سی‌سی‌تی‌وی                 | ژائو شوان                 |               |
| ۲۰۰۸ | زنده بودن خوبه          | 活着真好           |                          | چن هوان                   |               |
| ۲۰۰۸ | گنج                     | 珍宝               |                          | بی لا                     |               |
| ۲۰۰۹ | دختر به جلو می‌رود       | 女孩冲冲冲         | هاربین تی‌وی              | سون چوان                  | [ ۳۲ ]        |
| ۲۰۰۹ | نمیخوای بزرگ بشی؟       | 不想长大           | یوکو                     | معلم جینگ                 | [ ۳۳ ]        |
| ۲۰۰۹ | استیج جوانی             | 青春舞台           | سی‌سی‌تی‌وی                 | منشی لیو                  | حضور افتخاری  |
| ۲۰۰۹ | بازگشت به خانه          | 回家               |                          | ژو یویو                   |               |
| ۲۰۰۹ | چون ژن سویی یو          | 纯真岁月           | جیانگسو تلویژن           | مایی سی‌دان                | [ ۳۴ ]        |
| ۲۰۱۰ | خاطرات پسر              | 男生日记           | پی‌پی‌تی‌وی                 | ران دونگ‌یانگ              | [ ۳۵ ]        |
| ۲۰۱۰ | وو چنگین و سفر به غرب   | 吴承恩与西游记     | شاندونگ تلویژن           | یه یون (جوانی)            |               |
| ۲۰۱۱ | عشق به در می‌زند         | 幸福来敲门         | سی‌سی‌تی‌وی                 | سونگ ژنگ                  | [ ۳۶ ]        |
| ۲۰۱۲ | قلب فرشته               | 心术               | دراگون تلویژن            | ژانگ شیائولی              | [ ۳۷ ]        |
| ۲۰۱۳ | کینگ رژ                 | 胭脂霸王           | هونان تی‌وی               | لی ار                     | [ ۳۸ ]        |
| ۲۰۱۳ | پدر به خانه می‌رود       | 老爸回家           | جیانگ‌شی تلویژن           | لین‌ران‌ران                 | [ ۳۹ ]        |
| ۲۰۱۳ | گل در مه                | 花非花雾非雾       | هونان تی‌وی               | بای منگ‌هوا                | [ ۴۰ ]        |
| ۲۰۱۴ | نبرد چانگشا             | 战长沙             | سی‌سی‌تی‌وی                 | هو شیانگ‌شیانگ             | [ ۴۱ ]        |
| ۲۰۱۵ | برای جوانی نه بگو       | 天生要完美         | سی‌سی‌تی‌وی                 | آن شیائوهی                | [ ۴۲ ]        |
| ۲۰۱۵ | رقص یانگ‌کو              | 大秧歌             | تیان‌جین تی‌وی             | وو رویون                  | [ ۴۳ ]        |
| ۲۰۱۵ | د فری‌من                 | 灵魂摆渡           | آی‌چی‌یی                   | سو ون‌شیو                  | [ ۴۴ ]        |
| ۲۰۱۶ | سرود شادی               | 欢乐颂             | ژه جیانگ تی‌وی            | چیو یینگ‌یینگ              | [ ۴۵ ]        |
| ۲۰۱۶ | ازدواج کامل             | 大嫁风尚           | هوبئی تلویژن             | شیا ران                   | [ ۴۶ ]        |
| ۲۰۱۶ | آرمان‌های بزرگ           | 青云志             | هونان تی‌وی               | لو شوچی                   | [ ۴۷ ]        |
| ۲۰۱۶ | آرمان‌های بزرگ ۲         | 青云志۲            | تنسنت                    | لو شوچی                   | [ ۴۸ ]        |
| ۲۰۱۷ | افسانه مروارید اژدها    | 龙珠传奇           | پکن تی‌وی، یوکو           | لی یی‌هوان                 | [ ۴۹ ]        |
| ۲۰۱۷ | سرود شادی ۲             | 欢乐颂۲            | ژه جیانگ تی‌وی            | چیو یینگ‌یینگ              | [ ۵۰ ]        |
| ۲۰۱۸ | زنی در پکن              | 北京女子图鉴       | یوکو                     | میائو میائو               | حضور افتخاری  |
| ۲۰۱۸ | سرنوشت مار سفید         | 天乩之白蛇传说     | آی‌چی‌یی                   | بای یائویائو              | [ ۵۱ ]        |
| ۲۰۱۸ | خاکسترهای عشق           | 香蜜沉沉烬如霜     | آی‌چی‌یی، یوکو، تنسنت      | جین مین                   | [ ۵۲ ]        |
| ۲۰۱۹ | برو برو ماهی مرکب       | 亲爱的, 热爱的     | آی‌چی‌یی، تنسنت            | تونگ نیان                 | [ ۵۳ ]        |
| ۲۰۱۹ | پسر موگلی من            | 我的莫格利男孩     | آی‌چی‌یی                   | لینگ شی                   | [ ۵۴ ]        |
| ۲۰۲۱ | زمان دی تی و اپلداگ     | 我的时代，你的时代 | آی‌چی‌یی                   | تونگ نیان                 | حضور افتخاری  |
| ۲۰۲۱ | روان‌شناس                | 女心理师           | یوکو                     | هه دون                    | [ ۵۶ ]        |
| ۲۰۲۲ | سوگند عشق               | 余生,请多指教      | هونان تی‌وی، تنسنت        | لین ژی‌شیائو               | [ ۵۷ ]        |
| ۲۰۲۲ | سمساره جاودان           | 沉香如屑           | یوکو                     | یان دان                   | [ ۵۸ ]        |
| ۲۰۲۲ | سمساره جاودان           | 沉香重华           | یوکو                     | یان دان                   | [ ۵۹ ]        |
|      | بهترین انتخاب ممکن      | 承欢记             | تنسنت                    | مای چنگ هوان              |               |
| TBA  | سنجاق سر طلایی          | 青簪行             | تنسنت                    | هوانگ زی‌شیا               | [ ۶۰ ]        |
| TBA  | برای همیشه از دستت دادم | 长相思             | تنسنت                    | شیائو یائو / ون شیائو لیو | [ ۶۱ ]        |
| TBA  | داستان‌های جوانی و عشق   | 199爱              | TBA                      | هوانگ یینگ‌زی              | [ ۶۲ ]        |